# 西木村
西木村（にしきむら）は、かつて秋田県仙北郡におかれていた村。2005年に角館町・田沢湖町と合併して仙北市となり閉村した。西木村の全区域は仙北市西木町として村の名前が残った。

## 地理
- 河川:桧木内川
- 湖沼:田沢湖、垂天池沼

## 歴史
- 1956年（昭和31年）9月30日 - 仙北郡西明寺村および檜木内村が合併して西木村が誕生する。
- 1970年（昭和45年）11月1日 - 国鉄角館線（現秋田内陸縦貫鉄道 秋田内陸線）開業。
- 1989年（平成元年）4月1日 - 秋田内陸縦貫鉄道秋田内陸線の比立内 - 松葉間が開業し、北秋田郡鷹巣町（現・北秋田市）まで全通する。
- 2005年（平成17年）9月20日 - 角館町・田沢湖町と合併、閉村。

## 教育

### 中学校
- 西木村立西明寺中学校
- 西木村立檜木内中学校

### 小学校
- 西木村立西明寺小学校
- 西木村立檜木内小学校
- 西木村立上檜木内小学校

## 交通

### 鉄道
- 秋田内陸縦貫鉄道
  - 秋田内陸線：戸沢駅 - 上桧木内駅 - 左通駅 - 羽後中里駅 - 松葉駅 - 羽後長戸呂駅 - 八津駅 - 西明寺駅

### 道路
- 一般国道
  - 国道105号

- 主要地方道
  - 秋田県道38号田沢湖西木線
  - 秋田県道60号田沢湖畔線

- 一般県道
  - 秋田県道247号相内潟潟野線
  - 秋田県道321号上桧木内玉川線

## 出身有名人
- 門脇光浩、政治家
- 高橋晄正 (医師)
- 西木正明、作家
- 小田嶋忠宏、詩人（1957年-2007年6月14日）

その他、大相撲隠岐の海関の実父も西木村出身である(隠岐の海関自身は島根県出身)。